# 伊賀上野駅
伊賀上野駅（いがうえのえき）は、三重県伊賀市三田にある、西日本旅客鉄道（JR西日本）・伊賀鉄道の駅である。

## 概要
JR西日本の関西本線と、当駅を起点とする伊賀鉄道伊賀線の接続駅である。JR西日本および伊賀鉄道の共同使用駅で、JR西日本が管理している。事務管コードは▲620809。
駅業務はJR西日本が担当し、関西本線非電化区間（亀山駅 - 加茂駅間）の途中駅及び、三重県内の鉄道駅で唯一、JR西日本が管理している直営駅である。2021年7月の亀山鉄道部の廃止以降は奈良駅管区の駅となっている。
なお、伊賀市の中心駅は当駅ではなく上野市駅である。

## 歴史

### JR西日本
- 1897年（明治30年）
  - 1月15日：関西鉄道の路線として柘植駅 - 当駅間が開通した際に、同社の上野駅（一般駅）として開業[6]。
  - 11月11日：関西鉄道が加茂駅まで延伸に伴い、途中駅となる。
- 1907年（明治40年）10月1日：関西鉄道が国有化[6]。帝国鉄道庁（後に日本国有鉄道）へ移管。
- 1909年（明治42年）10月12日：線路名称制定により、関西本線所属と決定[7]。
- 1916年（大正5年）9月11日：駅名を伊賀上野駅に改称[6]。
- 1984年（昭和59年）2月1日：貨物営業廃止[6]。
- 1985年（昭和60年）3月14日：荷物扱い廃止[6]。
- 1987年（昭和62年）4月1日：国鉄分割民営化に伴い、西日本旅客鉄道（JR西日本）の駅となる[6]。
- 2021年（令和3年）
  - 3月13日：ICカード「ICOCA」の利用が可能となる[8]。
  - 7月1日：亀山鉄道部を廃止。乗務員区所はかめやま運転区に、車両基地は吹田総合車両所京都支所亀山派出所に、輸送指令は亀山指令所に、管理駅は奈良駅にそれぞれ改組。

### 伊賀鉄道

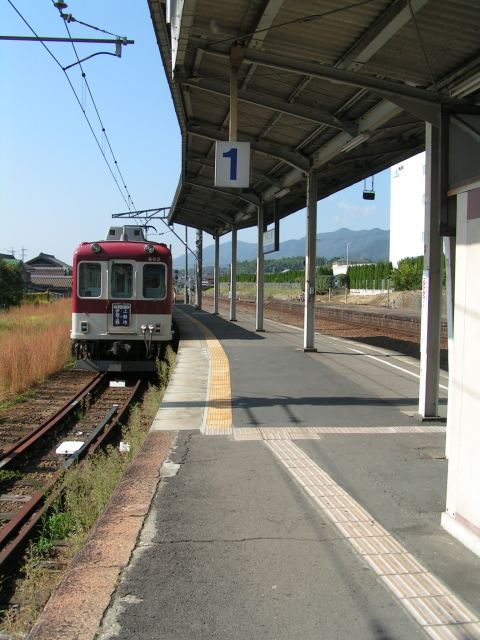
伊賀線ホーム（2005年11月、近鉄時代）

- 1916年（大正5年）8月8日：開業[4]。当駅と上野町間開通に伴った開業であり、当時の駅名は上野駅連絡所であった[9]。この時点の運営会社名は「伊賀軌道」[10]（のちの伊賀鉄道[注釈 2]→伊賀電気鉄道）である。
- 1919年（大正8年）10月1日：軌道から地方鉄道へ転換[11]。
- 1920年（大正9年）3月：上野駅連絡所廃止して、国有鉄道伊賀上野駅に統合し、業務委託。
- 1929年（昭和4年）3月31日：伊賀電気鉄道が大阪電気軌道に合併し、同社へ移管。
- 1931年（昭和6年）9月26日：伊賀線が参宮急行鉄道に譲渡され、駅も同社へ譲渡。
- 1941年（昭和16年）3月15日：参宮急行電鉄が大阪電気軌道と合併し、新発足した関西急行鉄道へと移管。
- 1944年（昭和19年）6月1日：戦時統合により関西急行鉄道が近畿日本鉄道に改組され、同社へ移管。
- 2007年（平成19年）10月1日：伊賀線が近鉄より経営分離され、伊賀鉄道[注釈 2]へ移管。
- 2017年（平成29年）4月1日：伊賀鉄道が公有民営化[12][13]。
- 2024年（令和6年）3月9日：ICOCAの利用を開始。

## 駅構造
地上駅であり、切欠きホームの1番のりばがある単式ホームの2番のりばと、島式ホームの3・4番のりばの複合型2面4線のホームを持つ。伊賀鉄道が1番のりば、JRが2・3・4番のりばを使用している。

### 駅設備

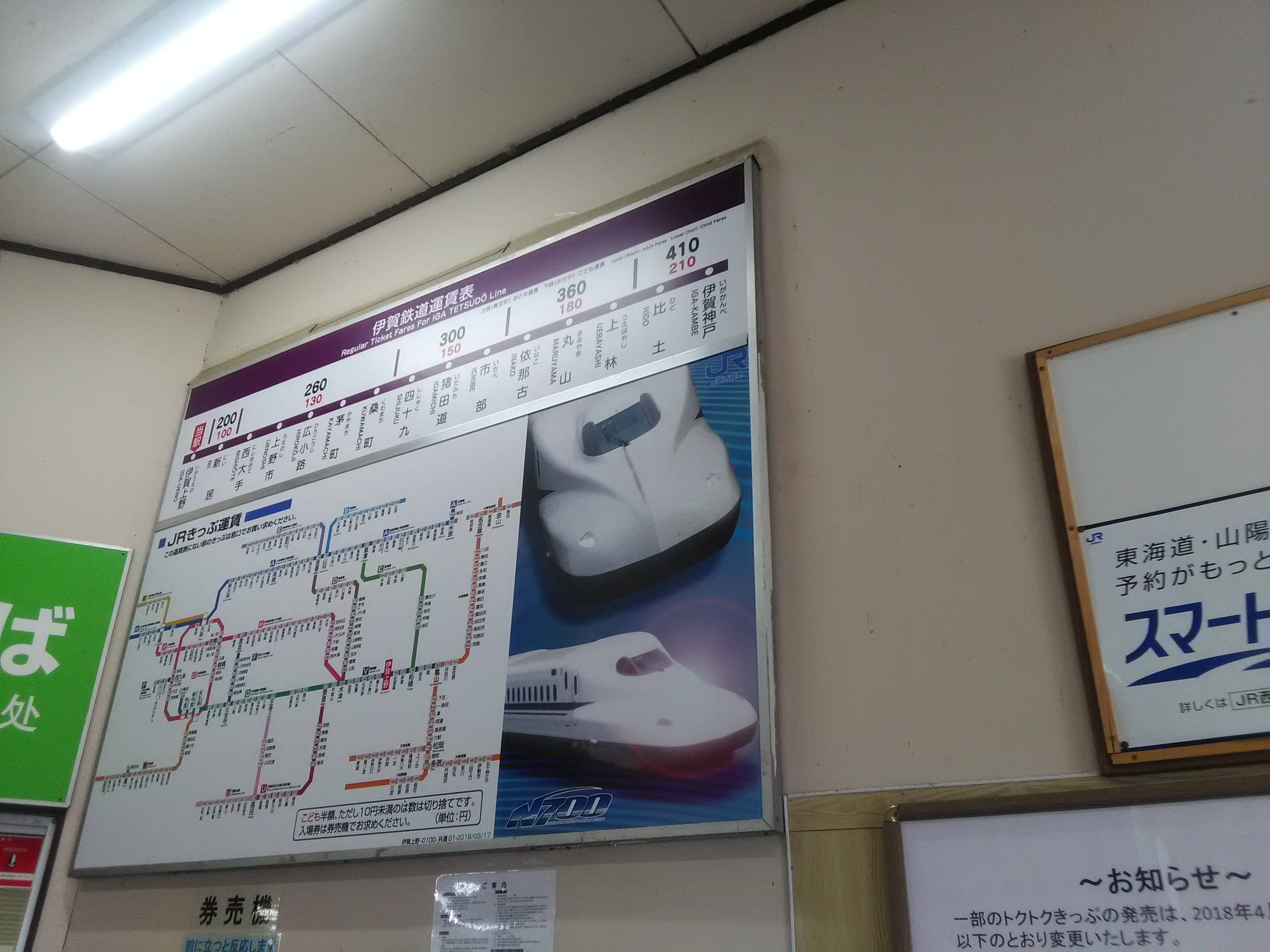
伊賀鉄道とJR近距離（100.0 km以内）の運賃表（2018年3月）

自動券売機が設置されており、JRの券売機で伊賀鉄道の乗車券も販売している。
ホーム上には伊賀鉄道からJRへの乗り換え乗車券の券売機が設けられているが、JRから伊賀鉄道への乗り換え乗車券の券売機はない。そのため、JRから伊賀鉄道へ乗り換える場合は、伊賀鉄道の駅または車内で伊賀上野駅からの運賃を精算しなければならない。
ICOCAの利用については、JRが車内の改札機、伊賀鉄道がホーム上の改札機で対応している。
トイレは駅舎の東側にあり、バリアフリー対応・男女別の水洗式である。改札内と改札外の双方から使用可能であるが、改札内と改札外は壁で仕切られている。2007年に改築されるまでは男女共用の汲取式であった。

### のりば
| のりば | 路線     | 方向 | 行先                 | 備考     |
| ------ | -------- | ---- | -------------------- | -------- |
| 1      | ■伊賀線  | -    | 上野市・伊賀神戸方面 |          |
| 2      | 関西本線 | 下り | 加茂・奈良方面       |          |
| 3      | 関西本線 | 上り | 柘植・亀山方面       |          |
| 4      | 関西本線 | 下り | 加茂・奈良方面       | 当駅始発 |
| 4      | 関西本線 | 上り | 柘植・亀山方面       | 一部列車 |

付記事項
- 駅舎は2番ホーム側にあり、島式ホームへは跨線橋で結ばれている。
- 2・3番のりばの信号機は片方向しか設置されていないため、逆線入線ができない。4番のりばの信号機は両方向に設けられているため、両方向とも入線・発車をすることができる。
- 4番のりばは当駅始発の加茂方面行きや、亀山方面行きの一部が使用する。
- 伊賀鉄道ホームの駅名標はJR仕様と同じ物（関西本線のラインカラーが入ったもの）が使われており、JRロゴが入っている。

その他
- 関西本線は夜間留置の設定があり、夜遅くに運行する加茂発と亀山発の最終列車（ともに当駅止り）がその対象となる。なお、夜間留置を行った車両は翌朝に当駅始発として運行する列車に使用する。
- かつては貨物側線や中線を有していたが、すべて撤去された。なお、当駅には特急「あすか」や急行「かすが」も停車していたが、ともに廃止された。

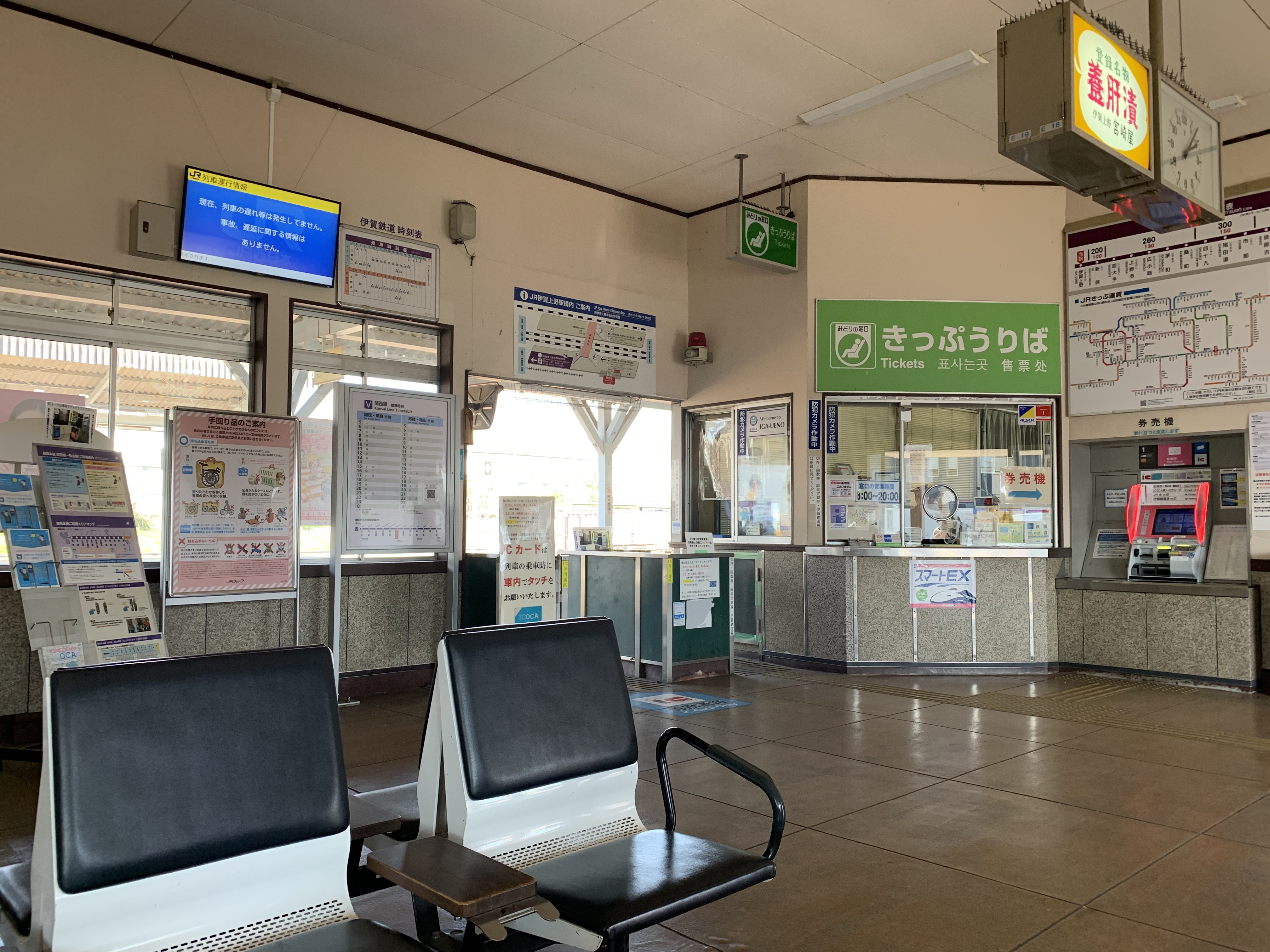
駅舎内（2022年4月、自動券売機と改札口）
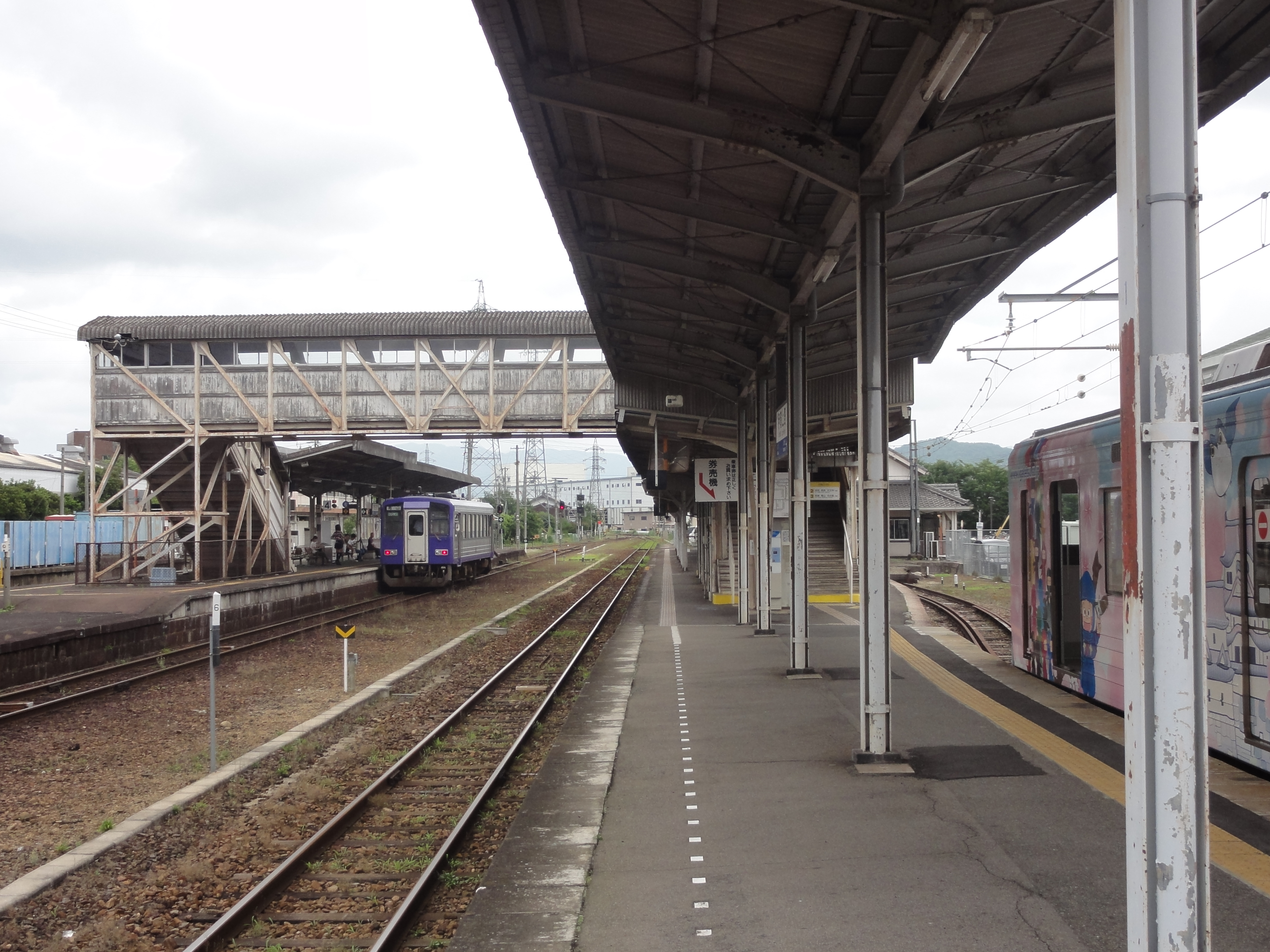
ホーム（2012年7月、右側の車両は伊賀鉄道線の列車）
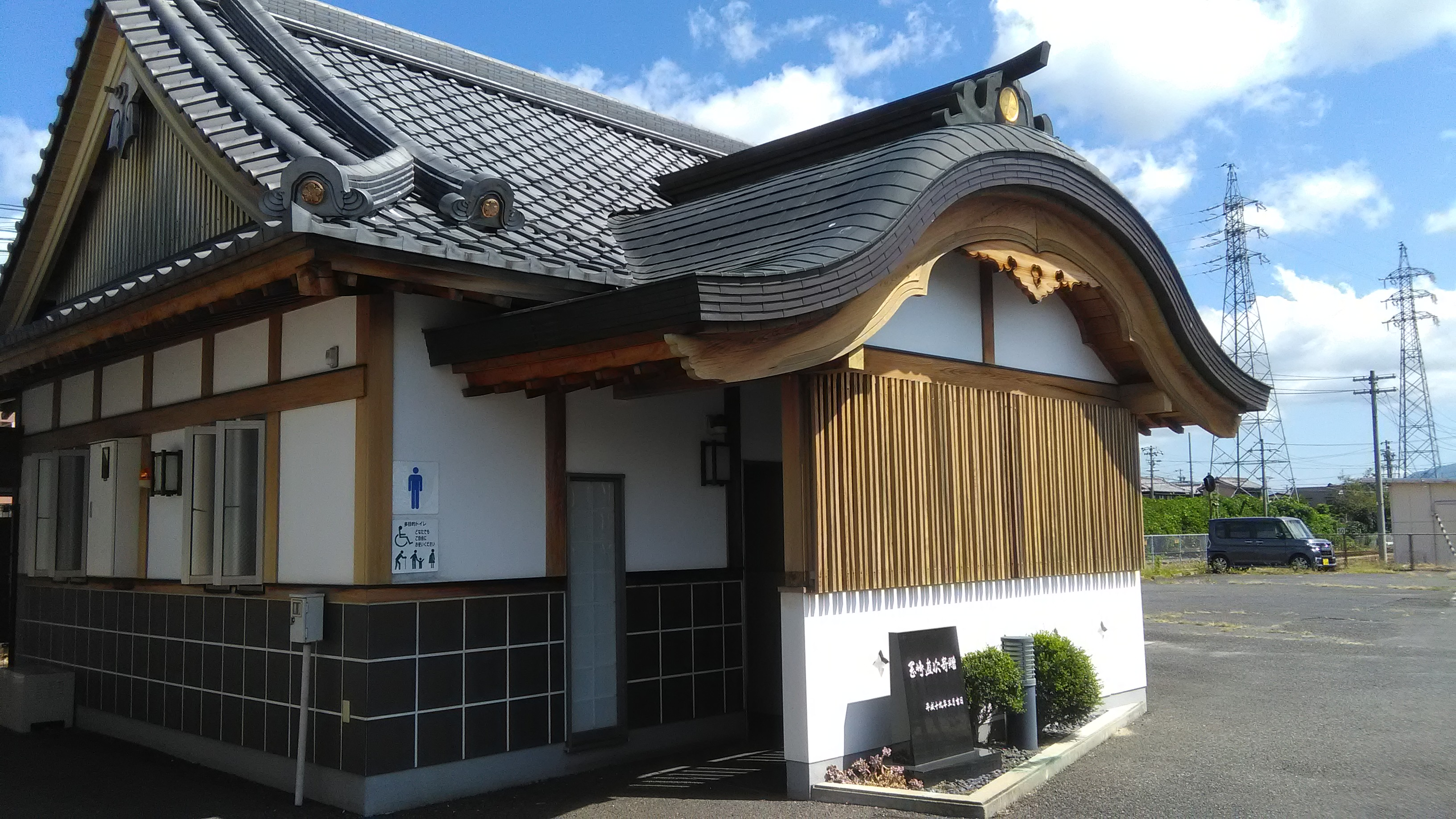
トイレ（2017年9月、駅前側から）
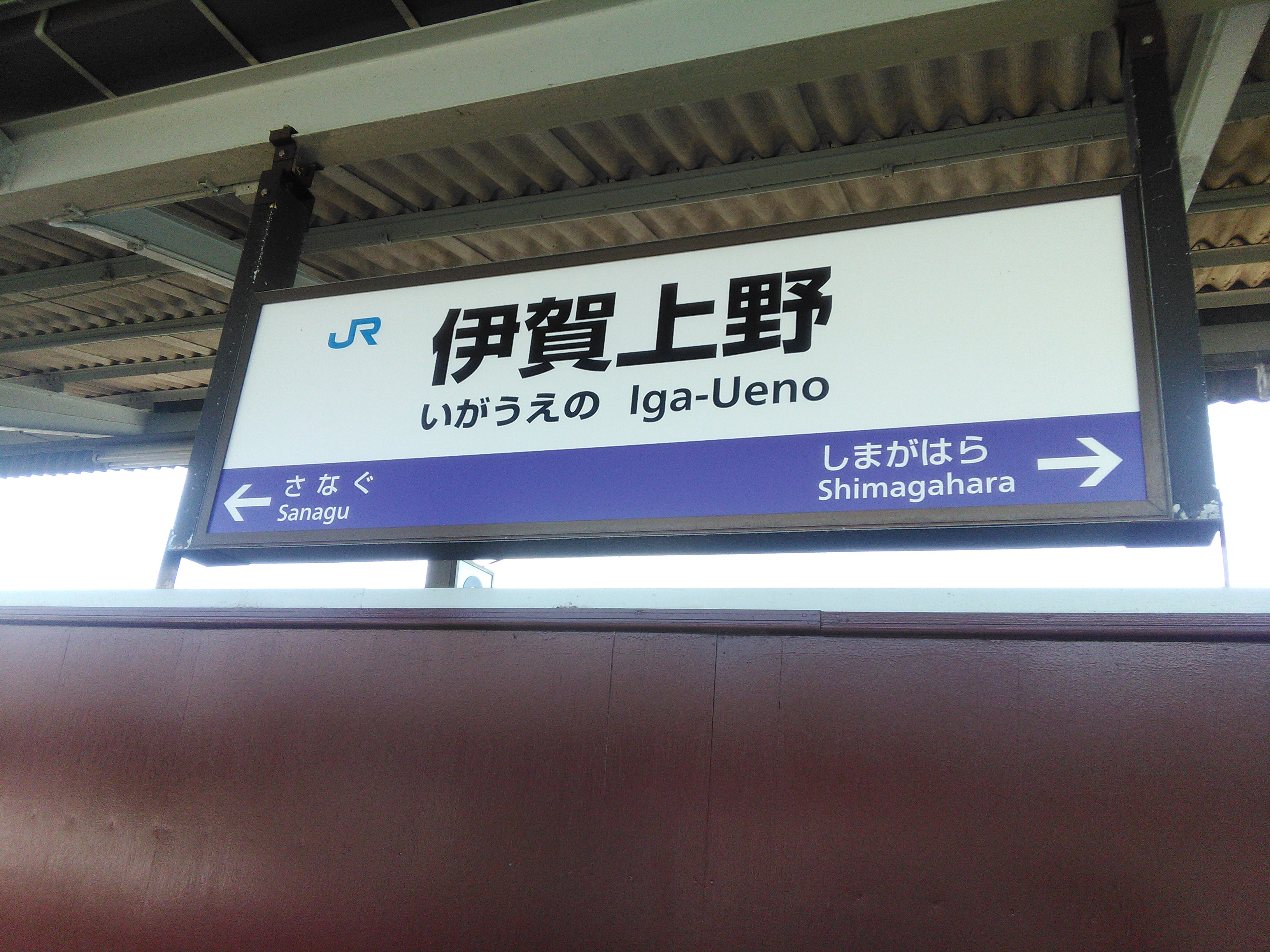
駅名標（JR西日本）
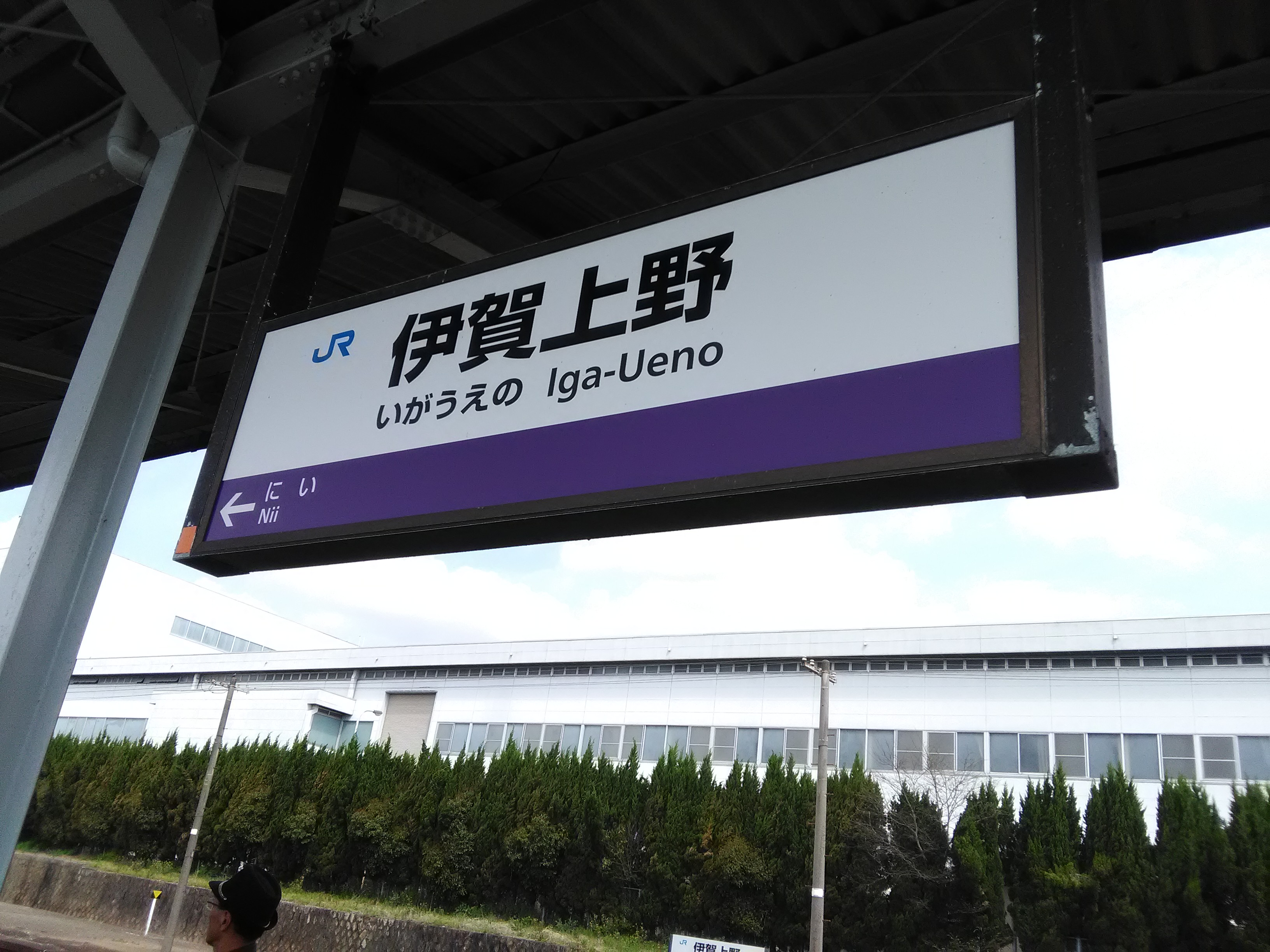
駅名標（伊賀鉄道）

## 利用状況

### 年度別（JR西日本・伊賀鉄道）
2019年度の1日平均の乗車人員はJR西日本が約525人、伊賀鉄道が278人（JRからの乗り継ぎ人員を含む）である。表中、最高値を赤色で、最高値を記録した年度以降の最低値を青色で、最高値を記録した年度以前の最低値を緑色で表記している。
| 年度別利用状況（伊賀上野駅） | 年度別利用状況（伊賀上野駅）        | 年度別利用状況（伊賀上野駅）        | 年度別利用状況（伊賀上野駅）        | 年度別利用状況（伊賀上野駅）        | 年度別利用状況（伊賀上野駅） | 年度別利用状況（伊賀上野駅） | 年度別利用状況（伊賀上野駅） | 年度別利用状況（伊賀上野駅） |
| 年 度                        | 伊賀鉄道                            | 伊賀鉄道                            | 伊賀鉄道                            | 伊賀鉄道                            | 伊賀鉄道                     | 伊賀鉄道                     | 西日本旅客鉄道               | 特記事項                     |
| 年 度                        | 当駅分輸送実績（乗車人員）：人/年度 | 当駅分輸送実績（乗車人員）：人/年度 | 当駅分輸送実績（乗車人員）：人/年度 | 当駅分輸送実績（乗車人員）：人/年度 | 乗降人員調査結果 人/日       | 乗降人員調査結果 人/日       | 一日平均 乗車人員            | 特記事項                     |
| ---------------------------- | ----------------------------------- | ----------------------------------- | ----------------------------------- | ----------------------------------- | ---------------------------- | ---------------------------- | ---------------------------- | ---------------------------- |
| 年 度                        | 通勤定期                            | 通学定期                            | 定期外                              | 合 計                               | 調査日                       | 調査結果                     | 一日平均 乗車人員            | 特記事項                     |
| 1950年（昭和25年）           | 506,760                             | ←←←←                                | 247,795                             | 754,555                             |                              |                              |                              |                              |
| 1951年（昭和26年）           | 551,610                             | ←←←←                                | 287,435                             | 839,045                             |                              |                              |                              |                              |
| 1952年（昭和27年）           | 500,730                             | ←←←←                                | 220,392                             | 721,122                             |                              |                              |                              |                              |
| 1953年（昭和28年）           | 463,950                             | ←←←←                                | 178,360                             | 642,310                             |                              |                              |                              |                              |
| 1954年（昭和29年）           | 399,600                             | ←←←←                                | 207,025                             | 606,625                             |                              |                              |                              |                              |
| 1955年（昭和30年）           | 384,930                             | ←←←←                                | 236,760                             | 621,690                             |                              |                              |                              |                              |
| 1956年（昭和31年）           | 366,480                             | ←←←←                                | 189,191                             | 555,671                             |                              |                              |                              |                              |
| 1957年（昭和32年）           | 305,070                             | ←←←←                                | 162,210                             | 467,280                             |                              |                              |                              |                              |
| 1958年（昭和33年）           | 288,540                             | ←←←←                                | 151,677                             | 440,217                             |                              |                              |                              |                              |
| 1959年（昭和34年）           | 229,620                             | ←←←←                                | 136,597                             | 366,217                             |                              |                              |                              |                              |
| 1960年（昭和35年）           | 248,910                             | ←←←←                                | 123,848                             | 372,758                             |                              |                              |                              |                              |
| 1961年（昭和36年）           | 228,930                             | ←←←←                                | 102,146                             | 331,076                             |                              |                              |                              |                              |
| 1962年（昭和37年）           | 262,620                             | ←←←←                                | 179,996                             | 442,616                             |                              |                              |                              |                              |
| 1963年（昭和38年）           | 313,950                             | ←←←←                                | 121,902                             | 435,852                             |                              |                              |                              |                              |
| 1964年（昭和39年）           | 345,210                             | ←←←←                                | 127,996                             | 473,206                             |                              |                              |                              |                              |
| 1965年（昭和40年）           | 353,700                             | ←←←←                                | 138,590                             | 492,290                             |                              |                              |                              |                              |
| 1966年（昭和41年）           | 402,240                             | ←←←←                                | 122,499                             | 524,739                             |                              |                              |                              |                              |
| 1967年（昭和42年）           | 389,130                             | ←←←←                                | 120,275                             | 509,405                             |                              |                              |                              |                              |
| 1968年（昭和43年）           | 357,930                             | ←←←←                                | 143,753                             | 501,683                             |                              |                              |                              |                              |
| 1969年（昭和44年）           | 477,510                             | ←←←←                                | 182,054                             | 659,564                             |                              |                              |                              |                              |
| 1970年（昭和45年）           | 378,900                             | ←←←←                                | 192,100                             | 571,000                             |                              |                              |                              |                              |
| 1971年（昭和46年）           | 433,650                             | ←←←←                                | 157,815                             | 591,465                             |                              |                              |                              |                              |
| 1972年（昭和47年）           | 428,190                             | ←←←←                                | 127,610                             | 555,800                             |                              |                              |                              |                              |
| 1973年（昭和48年）           | 463,890                             | ←←←←                                | 141,672                             | 605,562                             |                              |                              |                              |                              |
| 1974年（昭和49年）           | 436,530                             | ←←←←                                | 165,965                             | 602,495                             |                              |                              |                              |                              |
| 1975年（昭和50年）           | 388,770                             | ←←←←                                | 116,147                             | 504,917                             |                              |                              |                              |                              |
| 1976年（昭和51年）           | 381,870                             | ←←←←                                | 125,112                             | 506,982                             |                              |                              |                              |                              |
| 1977年（昭和52年）           | 376,860                             | ←←←←                                | 134,114                             | 510,974                             |                              |                              |                              |                              |
| 1978年（昭和53年）           | 368,220                             | ←←←←                                | 129,553                             | 497,773                             |                              |                              |                              |                              |
| 1979年（昭和54年）           | 366,090                             | ←←←←                                | 133,886                             | 499,976                             |                              |                              |                              |                              |
| 1980年（昭和55年）           | 344,040                             | ←←←←                                | 124,307                             | 468,347                             |                              |                              |                              |                              |
| 1981年（昭和56年）           | 301,830                             | ←←←←                                | 108,009                             | 409,839                             |                              |                              |                              |                              |
| 1982年（昭和57年）           | 271,320                             | ←←←←                                | 108,632                             | 379,952                             | 11月16日                     | 1,618                        |                              |                              |
| 1983年（昭和58年）           | 250,920                             | ←←←←                                | 102,077                             | 352,997                             | 11月8日                      | 1,458                        |                              |                              |
| 1984年（昭和59年）           | 254,400                             | ←←←←                                | 110,282                             | 364,682                             | 11月6日                      | 1,417                        |                              |                              |
| 1985年（昭和60年）           | 240,750                             | ←←←←                                | 101,912                             | 342,662                             | 11月12日                     | 1,298                        |                              |                              |
| 1986年（昭和61年）           | 224,790                             | ←←←←                                | 90,203                              | 314,993                             | 11月11日                     | 1,331                        |                              |                              |
| 1987年（昭和62年）           | 223,950                             | ←←←←                                | 84,175                              | 308,125                             | 11月10日                     | 1,321                        |                              |                              |
| 1988年（昭和63年）           | 221,560                             | ←←←←                                | 84,221                              | 295,781                             | 11月8日                      | 1,284                        |                              |                              |
| 1989年（平成元年）           | 249,900                             | ←←←←                                | 85,591                              | 335,491                             | 11月14日                     | 1,387                        |                              |                              |
| 1990年（平成2年）            | 264,000                             | ←←←←                                | 86,116                              | 350,116                             | 11月6日                      | 1,417                        |                              |                              |
| 1991年（平成3年）            | 272,730                             | ←←←←                                | 86,739                              | 359,469                             |                              |                              |                              |                              |
| 1992年（平成4年）            | 259,740                             | ←←←←                                | 86,047                              | 345,787                             | 11月10日                     | 1,413                        |                              |                              |
| 1993年（平成5年）            | 228,330                             | ←←←←                                | 86,932                              | 315,262                             |                              |                              |                              |                              |
| 1994年（平成6年）            | 219,060                             | ←←←←                                | 85,469                              | 304,529                             |                              |                              |                              |                              |
| 1995年（平成7年）            | 225,750                             | ←←←←                                | 84,136                              | 309,886                             | 12月5日                      | 1,160                        |                              |                              |
| 1996年（平成8年）            | 236,400                             | ←←←←                                | 80,589                              | 316,989                             |                              |                              |                              |                              |
| 1997年（平成9年）            | 237,510                             | ←←←←                                | 79,958                              | 317,468                             |                              |                              | 1,192                        |                              |
| 1998年（平成10年）           | 225,690                             | ←←←←                                | 71,639                              | 297,329                             |                              |                              | 1,188                        |                              |
| 1999年（平成11年）           | 237,090                             | ←←←←                                | 59,692                              | 296,782                             |                              |                              | 1,146                        |                              |
| 2000年（平成12年）           | 236,280                             | ←←←←                                | 50,717                              | 286,997                             |                              |                              | 1,098                        |                              |
| 2001年（平成13年）           | 205,830                             | ←←←←                                | 46,561                              | 252,391                             |                              |                              | 998                          |                              |
| 2002年（平成14年）           | 201,930                             | ←←←←                                | 44,960                              | 246,890                             |                              |                              | 974                          |                              |
| 2003年（平成15年）           | 183,780                             | ←←←←                                | 41,282                              | 225,062                             |                              |                              | 989                          |                              |
| 2004年（平成16年）           | 172,530                             | ←←←←                                | 39,000                              | 211,530                             |                              |                              | 929                          |                              |
| 2005年（平成17年）           | 168,690                             | ←←←←                                | 39,021                              | 207,711                             | 11月8日                      | 986                          | 918                          |                              |
| 2006年（平成18年）           | 155,100                             | ←←←←                                | 36,982                              | 192,082                             |                              |                              | 860                          |                              |
| 2007年（平成19年）           | 173,790                             | ←←←←                                | 37,617                              | 211,407                             |                              |                              | 857                          |                              |
| 2008年（平成20年）           | 136,530                             | ←←←←                                | 59,382                              | 195,912                             | 11月14日                     | 763                          | 791                          |                              |
| 2009年（平成21年）           | 116,400                             | ←←←←                                | 49,622                              | 166,022                             |                              |                              | 752                          |                              |
| 2010年（平成22年）           | 106,650                             | ←←←←                                | 47,564                              | 154,214                             | 11月9日                      | 691                          | 731                          |                              |
| 2011年（平成23年）           | 100,260                             | ←←←←                                | 46,014                              | 146,274                             |                              |                              | 726                          |                              |
| 2012年（平成24年）           | 97,440                              | ←←←←                                | 44,089                              | 141,529                             | 11月13日                     | 541                          | 716                          |                              |
| 2013年（平成25年）           | 92,370                              | ←←←←                                | 43,182                              | 135,552                             |                              |                              | 711                          |                              |
| 2014年（平成26年）           | 81,210                              | ←←←←                                | 43,684                              | 124,894                             |                              |                              | 656                          |                              |
| 2015年（平成27年）           | 85,230                              | ←←←←                                | 46,659                              | 131,889                             | 11月10日                     | 479                          | 664                          |                              |
| 2016年（平成28年）           | 89,790                              | ←←←←                                | 45,160                              | 134,950                             |                              |                              | 663                          |                              |
| 2017年（平成29年）           | 82,230                              | ←←←←                                | 43,018                              | 125,248                             |                              |                              | 614                          |                              |
| 2018年（平成30年）           | 70,140                              | ←←←←                                | 42,628                              | 112,768                             | 11月13日                     | 481                          | 558                          |                              |
| 2019年（令和元年）           | 61,350                              | ←←←←                                | 40,450                              | 101,800                             |                              |                              | 525                          |                              |

なお、JR西日本の2023年度の1日当たりの利用者数は956人である。

### 当駅乗降人員（伊賀鉄道）
近年における当駅（伊賀鉄道）の1日乗降人員の調査結果は以下の通り。
- 2021年11月9日：308人（乗車：160人、降車：148人）[16]
- 2018年11月13日：481人（乗車：225人、降車：256人）[17]
- 2015年11月10日：479人（乗車：247人、降車：232人）
- 2012年11月13日：541人（乗車：289人、降車：252人）
- 2010年11月9日：691人
- 2008年11月18日：763人
- 2005年11月8日：986人（当時近鉄伊賀線）

## 駅周辺
駅から少し離れた南側を服部川が流れる。駅付近は民家が多いが、川の辺りは田畑が広がっている。この川を渡ると伊賀上野武道館や上野運動公園競技場に至るが、駅からはやや離れている。駅裏側にはタイル工場があり、その東側は住宅が多く建つ。駅南東側には工業団地があり、流通倉庫や印刷機の製造工場などが建つ。駅から北へ進むと三田坂を経て桜峠に至るが、バイパスの開通によってその峠へのアクセスが改善された。
- 伊賀上野駅前郵便局
- 伊賀市立三訪小学校
- 三田保育園
- 三田地区市民センター
- 国道422号
  - 三田坂
- 三重県道680号高倉佐那具線
- LIXIL上野事業所（旧INAXのタイル製造工場）
- エクセディ上野事業所
- ケイミュー伊賀事業所
- 上野キヤノンマテリアル（キヤノンの連結子会社）
- 木津川
- 柘植川
- 服部川

## バス路線
駅前ロータリーに「伊賀上野駅前」停留所があり、三重交通の路線が発着する。
三重交通
- 32系統（諏訪・予野線）[20]
  - 上野市駅（1便のみ「治田西口」まで延長運行） / 諏訪下出
- 71系統（上野名張線）[20]
  - 名張駅前

## 隣の駅
西日本旅客鉄道（JR西日本）
 関西本線
佐那具駅 - 伊賀上野駅 - 島ケ原駅
伊賀鉄道
■伊賀線
伊賀上野駅 - 新居駅